# Walter Faller
Walter Faller (* 11. November 1909 in Frankeneck/Pfalz; † 3. Februar 2003) war ein deutscher Politiker der SPD.

## Leben und Beruf
Nach dem Besuch der Realschule absolvierte Faller eine Mechanikerlehre, die er mit der Gesellenprüfung abschloss. Zunächst in Baden als Geselle tätig, wurde er 1933 arbeitslos und kam erst 1939 bei der Reichsbahn wieder in Arbeit. 1940 wurde er zum Kriegsdienst eingezogen und ab 1942 als Eisenbahner im Nachschub eingesetzt. Seit 1949 war Faller, der seit 1927 Gewerkschaftsmitglied gewesen ist, Vorstandsmitglied im DGB-Kreisausschuss für den Landkreis Lörrach.

## Partei
Faller gehörte seit 1927 der SPD und der SAJ an. 1945 beteiligte er sich an der Wiedergründung der Schopfheimer SPD. Von 1946 bis 1951 war er Vorsitzender des SPD-Unterbezirks Oberbaden, seit 1948 gehörte er dem Bezirksvorstand Südbaden an und von 1948 bis 1976 war er (mit kurzer Unterbrechung) SPD-Ortsvorsitzender in Schopfheim.

## Abgeordneter
Von 1945 bis 1980 gehörte Faller dem Gemeinderat von Schopfheim an. Kreistagsabgeordneter im Landkreis Lörrach war er von 1946 bis 1951 und von 1972 bis 1978.
Faller war vom 4. Dezember 1951, als er für den zum Botschafter ernannten Gustav Herbig nachrückte, bis 1972 Bundestagsabgeordneter. Er gelangte bei allen Bundestagswahlen zwischen 1953 und 1969 über die baden-württembergische Landesliste seiner Partei ins Parlament. Vom 29. November 1961 bis zum 14. Februar 1973 war er außerdem Mitglied des Europaparlaments.

## Öffentliche Ämter
Faller wurde 1951 zum Ersten Beigeordneten der Stadt Schopfheim gewählt.